# Colosseum Live
| Recensione | Giudizio |
| ---------- | -------- |
| AllMusic   |          |

Colosseum Live è un album musicale della band progressive rock/blues britannica Colosseum, pubblicato nel 1971 dalla Bronze Records e dalla Castle Communications.

## Il disco
Colosseum Live è l'ultimo album dei Colosseum prima del loro temporaneo scioglimento avvenuto alcuni mesi dopo la pubblicazione (1971).
Si tratta di un concerto tenutosi alla Manchester University e alla Big Apple di Brighton, nel marzo 1971 e registrato su due LP da 33 ⅓ giri.
Le tracce dei due dischi sono composte da lunghe improvvisazioni ed encores che si affiancano ad alcuni dei più famosi brani della band. Le sonorità riconducono al jazz delle origini affiancato ad un blues più moderno (per l'epoca) e ad un rock molto innovativo.
Prodotto da Jon Hiseman e i Colosseum.

## Tracce
Disco 1
1. Rope Ladder to the Moon
2. Walking In the Park
3. Skelington

Disco 2
1. Tanglewood '63
2. Encore: Stormy Monday Blues
3. Lost Angeles

## Formazione
- Jon Hiseman - batteria
- Dick Heckstall-Smith - sassofono tenore e soprano
- Dave Greenslade - organo, vibrafono
- Clem Clempson - chitarra elettrica, voce
- Mark Clarke - basso elettrico, voce
- Chris Farlowe - voce